# Caccia di scorta

Il North American P-51 Mustang è uno dei più noti caccia di scorta della Seconda guerra mondiale.

Il caccia di scorta è un concetto di aereo da combattimento della Seconda guerra mondiale, progettato per scortare bombardieri fino ai loro obiettivi. Un caccia di scorta deve avere un raggio d'azione sufficiente a raggiungere l'obiettivo, incrociare sopra di esso per la durata dell'incursione al fine di difendere i bombardieri, e fare ritorno.
Alcuni caccia pesanti bimotore con alta capacità di serbatoio furono progettati per compiti di scorta prima della Seconda guerra mondiale. Questi caccia pesanti in larga misura non erano all'altezza del ruolo prefisso, perché surclassati in manovrabilità dai più agili caccia a motore singolo. Nel corso della guerra, progetti di caccia con maggiore autonomia e il ricorso a serbatoi sganciabili permisero ai caccia monomotore di coprire il ruolo di scorta.
Nel dopoguerra l'avvento dell'esoreattore, intrinsecamente con minor autonomia, rese arduo realizzare caccia di scorta. Tra gli anni 1950 e i 1960 balenò il concetto del caccia di penetrazione, ma non si passò dal piano dottrinale alla costruzione effettiva di velivoli. Finita la Seconda guerra mondiale, il ruolo del caccia di scorta andò svanendo, dato che la teoria moderna del combattimento aereo privilegia la nozione di supremazia aerea, connessa alla capacità di una forza aerea di svolgere azioni efficaci. La supremazia aerea implica precisamente la situazione in cui una forza aerea domina uno spazio aereo al punto di poter condurre qualunque operazione senza subire interferenze provocate dalla forza aerea ostile. Combattere un avversario che ha imposto la propria supremazia aerea in un dato spazio di combattimento è molto più difficile, dato che ogni tattica offensiva o difensiva verrà probabilmente soverchiata.

## Uso nella Luftwaffe
Durante la Battaglia d'Inghilterra, la Luftwaffe usò Messerschmitt Bf 109 e Bf 110 con base in Francia come cacciabombardieri di scorta. Benché decollasse da aeroporti francesi relativamente vicini, il Bf 109 operava all'estremo limite del suo raggio d'azione e non poteva trattenersi lungamente a fianco dei bombardieri se voleva sperare di rientrare con il carburante residuo, mentre il Bf 110, progettato specificamente per il ruolo di scorta, aveva prestazioni più modeste e non reggeva il confronto con i Supermarine Spitfire e gli Hawker Hurricane della Royal Air Force. Volando assieme ai bombardieri medi Heinkel He 111 e Junkers Ju 88, avrebbero sganciato le loro bombe di piccole dimensioni e — per un breve periodo — respinto i caccia britannici.

## Attività delle U.S. Army Air Forces
La campagna di bombardamento strategico di precisione delle U.S. Army Air Forces era possibile solo di giorno. Inizialmente ciò non pareva un problema; i bombardieri Boeing B-17 Flying Fortress e Consolidated B-24 Liberator delle Forces erano gli aeroplani più armati del tempo. Si facevano volare in formazioni chiuse, che creavano un fuoco incrociato di mitragliatrici calibro .50 (teoricamente) in grado di tenere alla larga il nemico senza bisogno della scorta di caccia.
Nelle fasi iniziali della Seconda guerra mondiale spesso le missioni di bombardamento si eseguivano senza scorta di caccia. I piloti i di caccia tedeschi si alzavano in volo per intercettare queste incursioni, e ben presto si accorsero che era molto più facile eliminare le formazioni senza scorta rispetto a quelle che ne erano munite. Di conseguenza i caccia avrebbero di preferenza attaccato le formazioni di bombardieri in missioni di ampio raggio, poiché non erano scortate. Gradualmente le perdite USAAF aumentarono, e le "cannoniere" sperimentali come lo YB-40 non furono una soluzione. Questa situazione indusse la United States Army Air Force a concludere che i suoi bombardieri B-17 avevano bisogno di qualcosa per ridurre le perdite, e si arrivò a sviluppare caccia di scorta di lungo raggio.

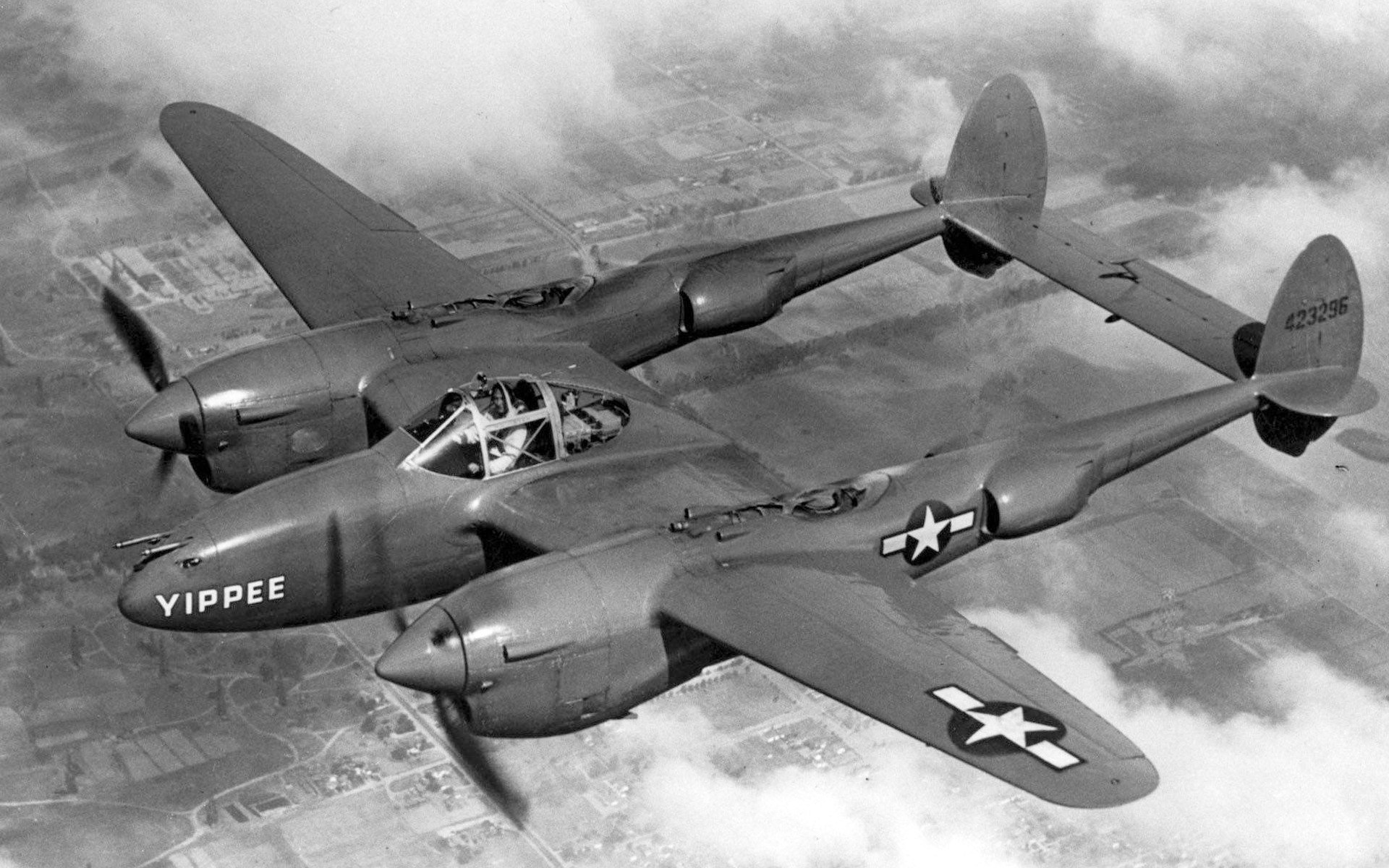
Il Lockheed P-38 Lightning aveva un raggio d'azione assai maggiore dei primi velivoli della sua epoca.

Le sortite di bombardamento non potevano vantare una certa misura di successo fino all'introduzione dei caccia Lockheed P-38 Lightning e Republic P-47 Thunderbolt. In grado di trasportare grossi serbatoi sganciabili progettati dalla Lockheed, i caccia riuscivano a scortare i bombardieri per gran parte delle missioni. I primi caccia Alleati sul cielo di Berlino erano i P-38 del 55th Fighter Group il 3 marzo 1944. Quando fu introdotto il North American P-51 Mustang motorizzato Merlin, con ala a regime laminare per l'efficienza, lo sviluppo finale del caccia di scorta per quel conflitto poteva dirsi compiuto.

## Guerra Fredda
I successi del P-47N e P-51 suscitarono l'impressione che il caccia di scorta rappresentasse un concetto che meritava di sopravvivere alla fine della guerra. L'elevato consumo di carburante dei primi aviogetti rese però difficoltosa la progettazione di tali velivoli, e si sperimentarono numerosi prototipi a propulsione mista, tipicamente una turboelica e un jet, ma non raggiungevano i livelli di prestazione desiderati. Fu provato su un B-29 Superfortress un nuovo concetto, il micro-caccia McDonnell XF-85 Goblin, progettato per operare come caccia parassita per il Convair B-36, ma fu giudicato del tutto impossibile da usare sul piano pratico. In seguito una soluzione analoga fu ricercata attraverso il Progetto FICON, alloggiando caccia a reazione in un meccanismo a trapezio dei bombardieri pesanti o nelle loro estremità alari.
Anche se i progetti di speciali caccia di scorta come lo XF-85 Goblin non approdarono a nulla, i progressi tecnologici e sostanziali delle guerre che venivano combattute all'epoca fecero sì che il ruolo dei caccia di scorta gradualmente si fondesse con alcuni tipi di caccia, e l'espressione linguistica cadde in disuso. In Corea
lo F-80 Shooting Star e poi lo F-86 Sabre scortarono i bombardieri pesanti B-29 e i caccia da attacco F-84 Thunderjet.
Benché lo XB-70 Valkyrie, bombardiere Mach 3 della North American Aviation, fosse concepito per essere immune agli attacchi nemici in ragione della sua velocità, la North American Aviation per un brevissimo periodo propose l'intercettore XF-108 Rapier per il ruolo di scorta. In questo caso, fu preferita l'espressione "caccia di penetrazione", dato che non ci si aspettava che quell'aereo scortasse propriamente i bombardieri, ma piuttosto era pensato per volare nello spazio aereo sovietico con grande anticipo sui bombardieri ed attaccare gli intercettori russi molto prima che potessero avvicinare i bombardieri.
Con l'avvento dei missili guidati, in particolare dei missili terra-aria, gradualmente uscirono di scena i piani per specifici caccia di scorta concepiti per accompagnare i bombardieri nucleari. La tecnologia missilistica comportava che gli intercettori avrebbero ingaggiato raramente (o mai del tutto) i bombardieri direttamente, e i caccia di scorta avrebbero potuto ben poco contro i missili. Al contempo, il progresso dei missili balistici terrestri e lanciabili da sottomarini relegò i bombardieri in una posizione di secondo piano — divennero solo un elemento della triade nucleare statunitense, mentre l'Unione Sovietica li ignorava pressoché del tutto. Inoltre, con il concetto di distruzione mutua assicurata divenuto politicamente dominante per tutta la Guerra Fredda, uno scambio nucleare divenne sempre meno probabile, e anche questo rese inutile sviluppare nuovi caccia di scorta. In Vietnam per esempio gli F-4 Phantom II  e talora i F-8 Crusader scortarono bombardieri americani come i B-52 Stratofortress, F-105 Thunderchief e A-4 Skyhawk. In alcuni casi le missioni degli F-4 erano "miste", perché alcuni F-4 trasportavano bombe, ed altri fungevano da scorta (lo stesso avveniva con gli F-8).

## Anni più recenti
L'avvento del caccia da superiorità aerea, come ad esempio l'F-15 Eagle, comportò che le risorse pregiate quali aerocisterne, AEW&C, piattaforme di comando, bombardieri ed aerei da attacco vadano protette da caccia da superiorità aerea, che volte volano ben più lontano e assai prima di loro, impegnando lontane unità aree del nemico, invece che scortare direttamente i velivoli protetti rimanendo a stretto contatto.
Lo sviluppo del caccia multiruolo, come l'F/A-18, ridusse vieppiù la necessità di "scorte", dato che gli aerei in missione di attacco acquisirono l'attitudine a difendersi in modo efficace.
Lo sviluppo di caccia da supporto aereo ravvicinato e moderni aerei da attacco al suolo come l'A-10 Thunderbolt II comportò che le risorse terrestri potessero essere 'scortate' e protette dagli aerei dall'alto.
La US Air Force attualmente sta sviluppando un nuovo caccia di scorta per il previsto B-21 di nuova generazione.